# Dorotyszcze (przystanek kolejowy)
Dorotyszcze (ukr. Доротище, ros. Доротище) – przystanek kolejowy w miejscowości Dorotyszcze, w rejonie kowelskim, w obwodzie wołyńskim, na Ukrainie.
Przystanek istniał przed II wojną światową.